# Омптеда, Георг фон
Барон Георг фон Омптеда (нем. Georg von Ompteda; 29 марта 1863 Ганновер — 10 декабря 1931, Мюнхен) — немецкий писатель
,поэт, переводчик. Видный немецкий представитель школы Ги де Мопассана.

## Биография
Родился в семье последнего гофмаршала короля Ганновера Георга V. Вырос в Вене и Дрездене.
В 1883 году вступил в армию, с 1889 по 1892 год посещал Прусскую военную академию в Берлине. После падения с лошади в 1892 году, получил травму, сделавшую его негодным к службе, был вынужден подать в отставку и жил занимаясь литературной деятельностью в Берлине, Дрездене, Меране и Мюнхене.
Первоначально публиковался под псевдонимом Георг Эгесторф. Перевёл собрание сочинений Ги де Мопассана и на его основе написал стихи и эротические новеллы.
Дебютировал в 1863 году.
Большую известность получил благодаря своим более поздним социально-критическим романам, в которых пропагандировал новый аристократический этос, особенно в трилогии « Немецкое дворянство» около 1900 года .
Автор повестей: «Freilichtbilder», «Sünden», «Vom Tode», «Unter uns Junggesellen», «Unser Regiment», «Drohnen», драм: «Die Wiedertäufer» (1893) и «Nach dem Manöver» (1894) и сборника стихотворений: «Von der Lebensstrasse» (Лейпциг, 1890).
Похоронен на Лютеранском кладбище Св. Троицы в Дрездене.